# Sterian Târcă
Sterian Târcă este un general român, care a îndeplinit funcția de adjunct al ministrului forțelor armate (1969-1977).
A fost înaintat la gradul de general-maior (cu o stea) (1958) și apoi la gradul de general-colonel (cu 3 stele) (20 august 1969). El a îndeplinit funcțiile de comandant al Regiunii a III-a Militară, cu sediul la Cluj (7 august 1959 - 25 noiembrie 1964) și comandant al Centrului de Instrucție (1967). La data de 5 octombrie 1969, el a fost numit în funcția de adjunct al ministrului forțelor armate (1969-1977).
Ca și în cazul generalilor Jean Moldoveanu și Gheorghe Ion și mai târziu al lui Vasile Ionel, Sterian Târcă a primit însărcinări civile. În anul 1977 a fost numit ca adjunct al ministrului aprovizionării tehnico-materiale și gospodăririi fondurilor fixe și director general al Direcției Generale a Rezervelor de Stat. În anul 1979, el a fost demis din ambele funcții.
De-a lungul timpului, generalul Târcă a îndeplinit și însărcinări politice, fiind ales ca deputat al Regiunii Cluj în Marea Adunare Națională (1961). La Congresul al X-lea al PCR din noiembrie 1969, a fost ales ca membru supleant în CC al PCR, apoi la Congresul al XI-lea din noiembrie 1974 devine membru plin al Comitetului Central (1974). La următorul congres din anul 1979, el nu a mai fost reales în acest for de conducere a partidului.
El s-a prezentat la Televiziune la 22 decembrie 1989, în uniformă militară, îndemnând militarii să se alăture poporului, respectiv noii orientări politice.

## Decorații
- Ordinul „23 August” clasa a IV-a (12 august 1959) „pentru contribuție activă la întărirea regimului democrat-popular”[4]
- Ordinul „23 August” clasa a III-a (10 august 1964) „pentru merite deosebite în opera de construire a socialismului, cu prilejul celei de a XX-a aniversări a eliberării patriei”[5]
- Ordinul „Tudor Vladimirescu” clasa a IV-a (25 decembrie 1967) „pentru merite deosebite în opera de construire a socialismului, cu prilejul celei de-a XX-a aniversări a proclamării Republicii”[6]
- titlul de Erou al Muncii Socialiste și medalia de aur „Secera și ciocanul” (4 mai 1971) „cu prilejul aniversării a 50 de ani de la constituirea Partidului Comunist Român, [...] pentru contribuția deosebită adusă la întărirea forțelor armate și apărarea orînduirii sociale și de stat”[7]